# André Foulon de Vaulx
André Foulon de Vaulx, né le 15 mai 1873 à Noyon (Oise) et mort à Paris le 18 décembre 1951, est un poète et romancier français.
Fils de l'industriel et historien d'origine belge, Henri Foulon de Vaulx, il fut président de la Société des poètes français et ami et correspondant de Jeanne Sandelion entre 1938 et 1948.
Il avait été président honoraire de la Société des gens de lettres. 

## Biographie
Il reçut en 1922 le prix Maillé-Latour-Landry de l'Académie française pour l'ensemble de son œuvre poétique.
Il fonda le prix Desbordes-Valmore (voir Marceline Desbordes-Valmore).
Il entretint une correspondance avec Madeleine Clervanne, ainsi qu'avec Jeanne Sandelion, qu'il coucha toutes deux sur son testament.
Il légua une grande partie de la collection de mobilier et de tableaux de son père au musée des beaux-arts de Tours.
L'artiste australienne Bessie Davidson exécuta son portrait en 1913.
Paul Landowski fit un buste de lui.

## Œuvres
- Les Jeunes Tendresses. Le Réveil des roses, poésies, préface de Gabriel Vicaire, 1894
- Les Floraisons fanées, poésies, 1895
- Les Lèvres pures, poésies, 1895
- Les Vaines Romances, poésies, 1896
- Deux pastels : la Fée Muguette, le Portrait, comédies, 1896
- La Vie éteinte, poésies, 1897
- Le Peintre du roi, comédie, 1898
- Chérubin et Fanchette, comédie, 1898
- La Vieillesse de Louis XV, drame, 1898
- L'Accalmie, poésies, 1898
- Le Jardin désert, poésies, 1898
- Les Âmes solitaires. La Sœur aînée, 1898
- Les Étreintes mortelles, poésies, 1899
- La Petite Soubrette, comédie en 1 acte, en vers, Paris, 6 janvier 1898
- Les Âmes solitaires. Le Veuvage, 1899
- Amour d'artiste, 1900
- Les Âmes solitaires. Angèle Verneuil, 1900
- Les Âmes solitaires. Madame de Lauraguais, 1900
- Les Âmes solitaires. Le Déclin, 1901
- Jeunesse blonde, 1901
- Fine mouche, 1901
- Jamais plus. Henriette Ferrier. Devant la mort, 1902
- L'Allée du silence, poésies, 1904
- La Statue mutilée, poésies, 1907
- La Fontaine de Diane, 1907-1909, 1910
- Les Eaux grises, poésies, 1912
- Le Vent dans la nuit, poésies, 1920
- Le Parc aux agonies, poésies, 1923
- Œuvres de André Foulon de Vaulx. Poésies, 1900-1910. L'Allée du silence. La Statue mutilée. La Fontaine de Diane, 1925
- Œuvres de André Foulon de Vaulx. Poésies. 1910-1923. Les Eaux grises. Le Vent dans la nuit. Le Parc aux agonies, 1925

## Décorations
- Officier de la Légion d'honneur par décret du 5 aout 1939[1]
- Chevalier de la Légion d'honneur par décret du 23 juin 1925
- Officier de l'Instruction publique en 1907
- Officier d'académie en 1902